# Clase Sovremenny
El destructor clase Sovremenny (Moderno, en ruso) es el principal barco de guerra especializado en destruir blancos de superficie de la Armada de la Federación Rusa. La designación soviética para este barco es Projekt 956 Sarych (Águila ratonera).
Fue diseñado para ser un barco de ataque con misiles SSM, pero también era capaz de proveer defensa aérea a otros buques mayores de la flota. Sirve como complemento para los destructores clase Udaloy especializados en operaciones antisubmarinas. La clasificación de función en la Armada rusa es de Eskhadrennyy Minonsets (Destructor de Escuadra).

## Historia

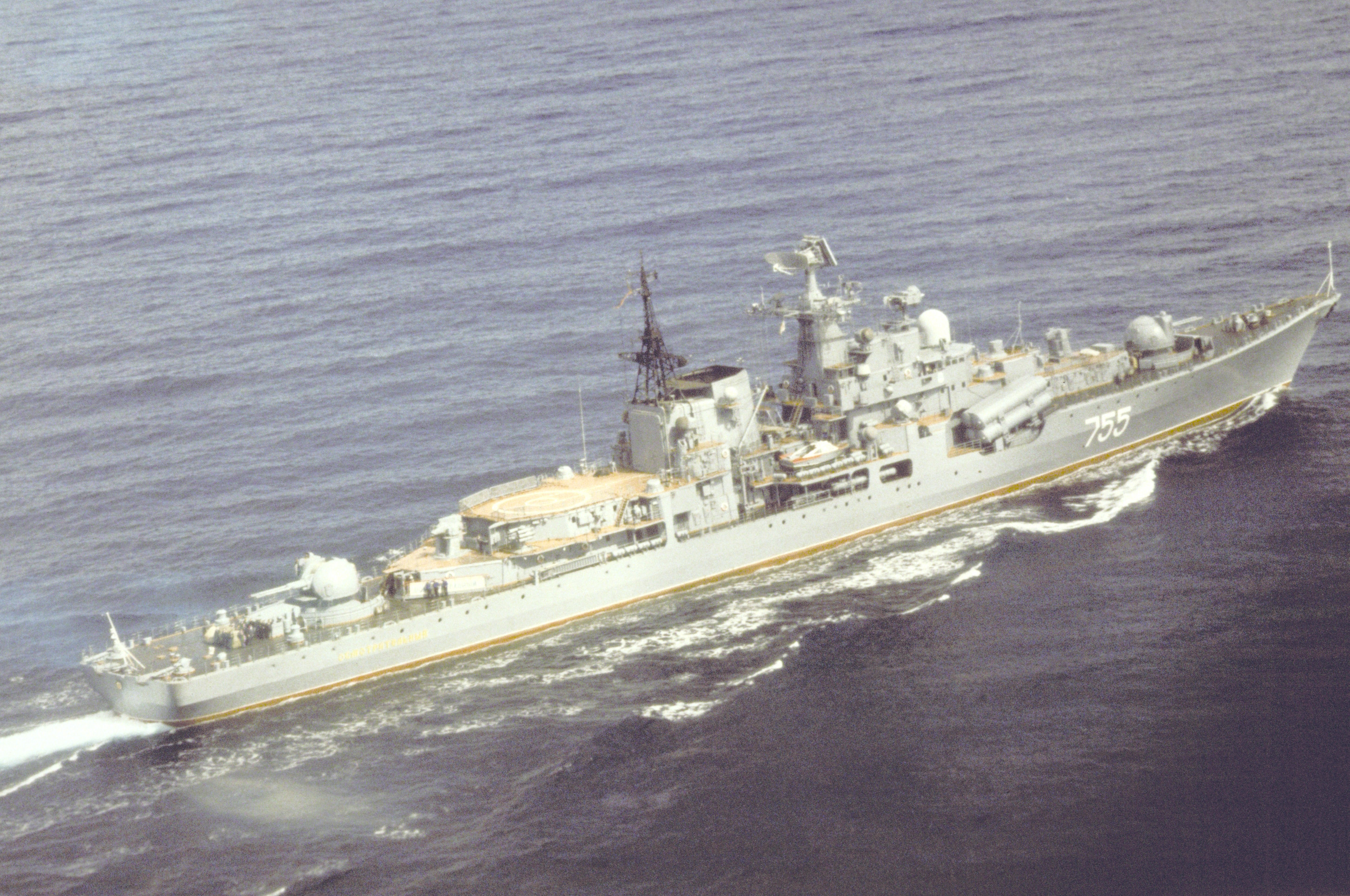
El Osmotritelny (755) navegando en 1989.

El primer barco de esta clase fue dado de alta en 1980, se construyeron un total de 18 para la Armada Soviética, pero solamente 4 permanecen en servicio (2020) debido a la falta de fondos y personal calificado para su mantenimiento. Todos los barcos fueron construidos en el astillero de Severnaya Verf número 190 en San Petersburgo.
Esta armados además con un helicóptero antisubmarino Kamov Ka-27 Helix, 48 misiles para defensa aérea, 8 misiles SSM Moskit, torpedos, minas, cañones de largo alcance y un sofisticado sistema electrónico para la batalla.
Existen 3 versiones de esta clase, el original Proyecto 956 armado con el misil 3M80 Moskit/SS-N-22 'Sunburn' antibuque, el Proyecto 956E armado con una versión mejorada del misil Moskit llamado 3M80M con un mayor rango de ataque por eso el barco tuvo que ser rediseñado con tubos de lanzamiento más grandes. La última versión del buque es la Proyecto 956EM desarrollado para la Marina China. Se proyectó una modernización de la clase, denominada Proyecto 956U, que no se realizó

## Diseño

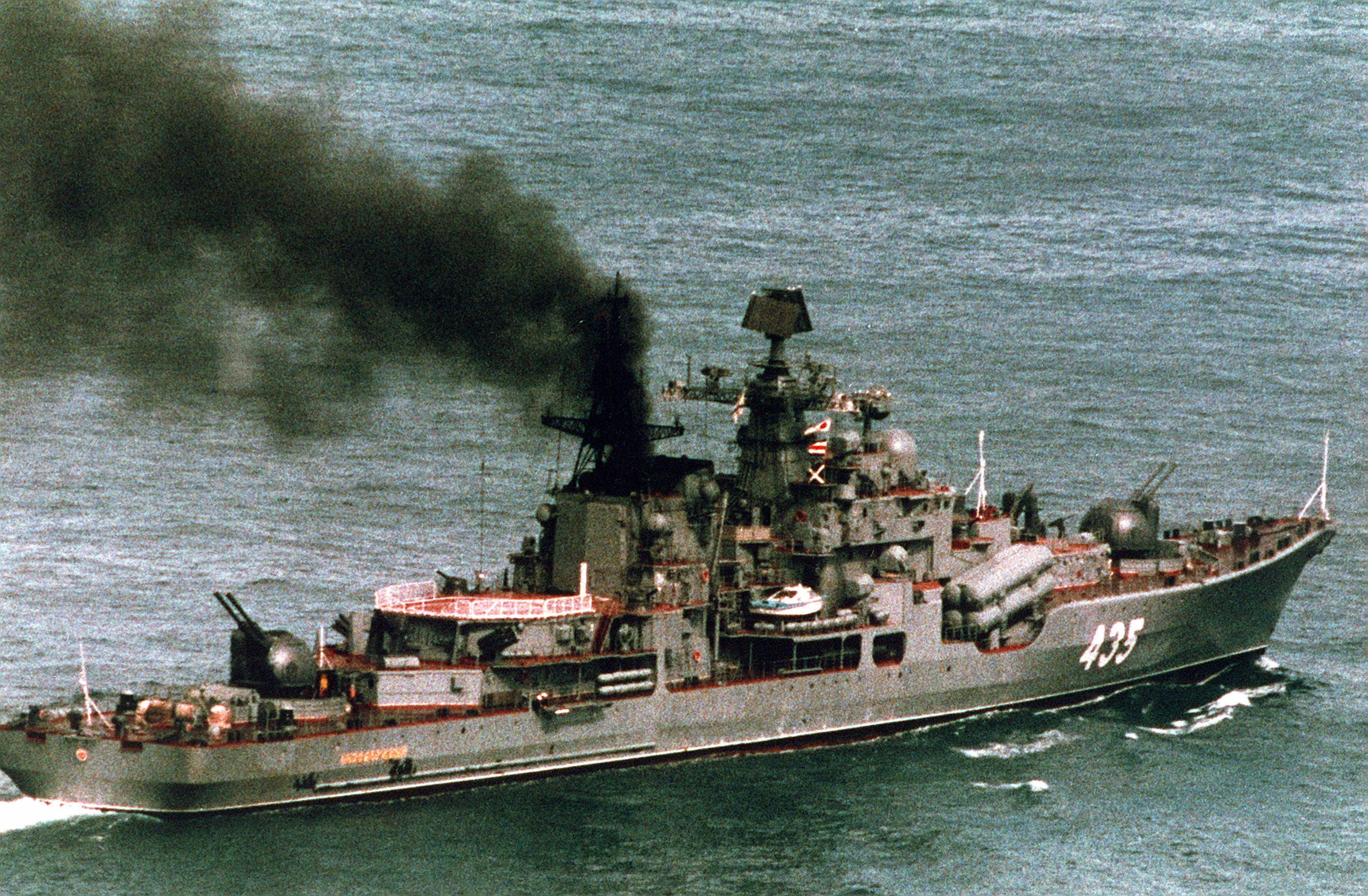
El Bezuderzhnyy (435) en 1993

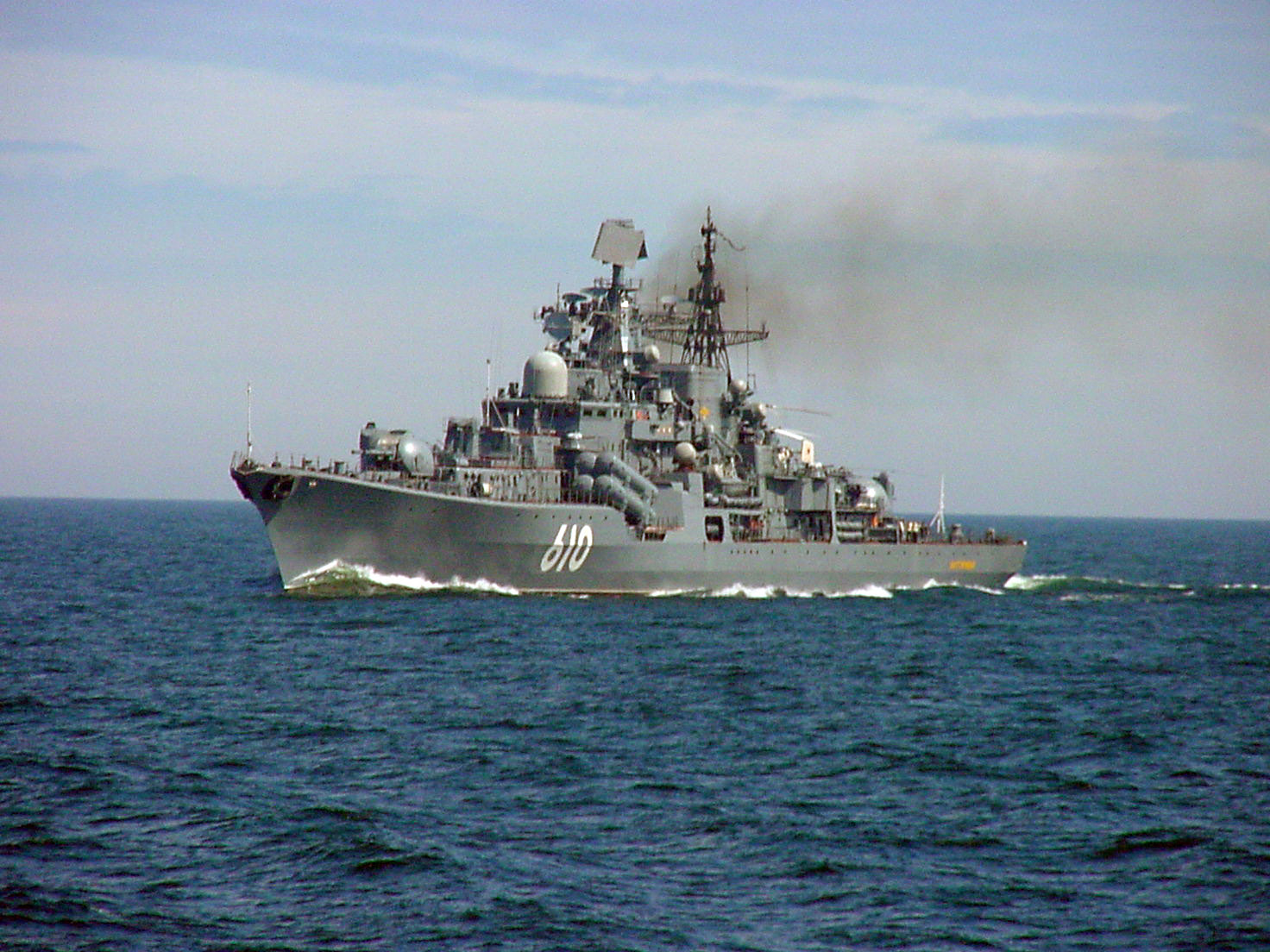
Nastoychivy navegando en el Mar Báltico frente a la costa de Ventspils, Letonia, año 2005.

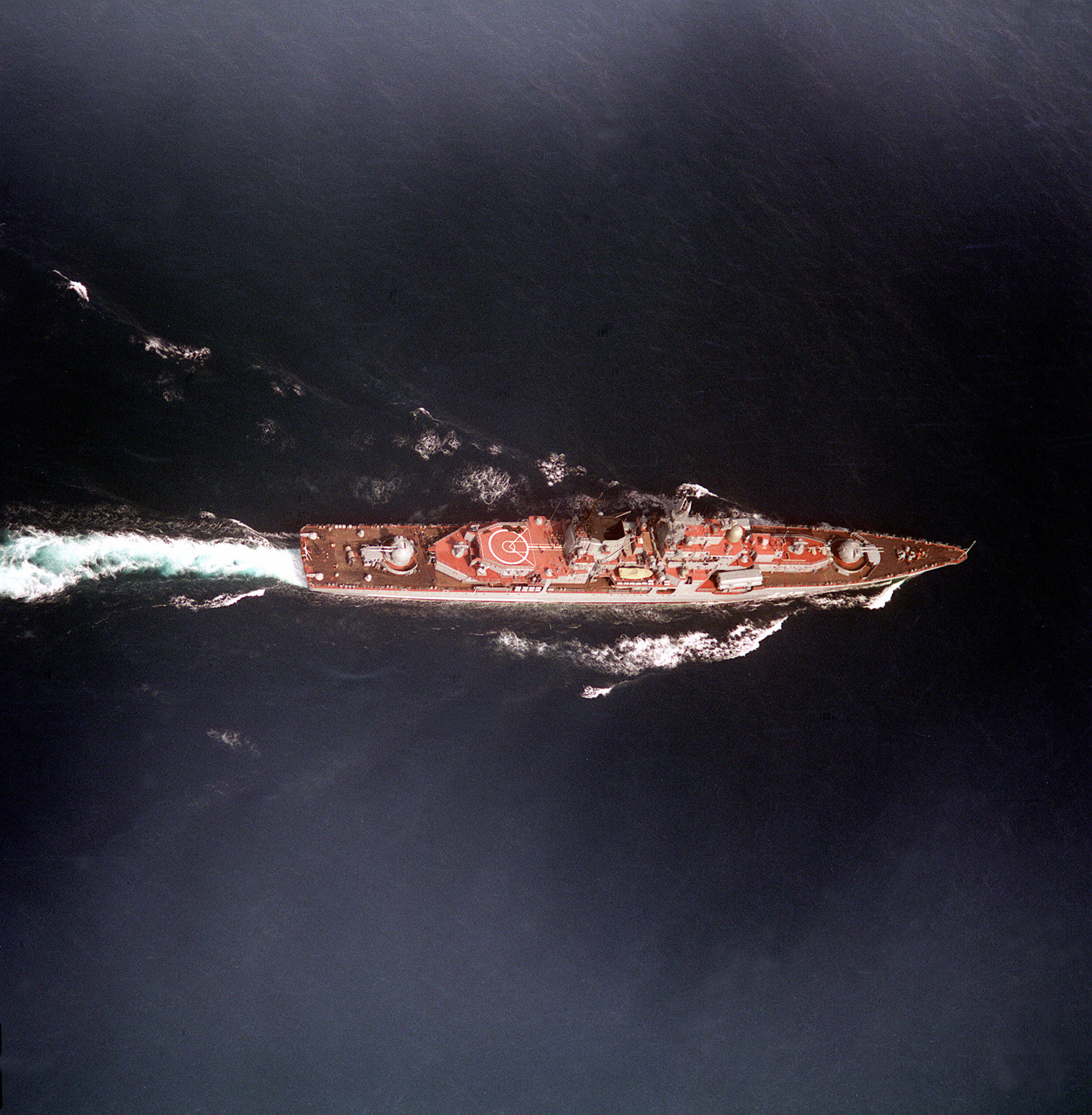
Vista aérea del Stoyky en 1987.

### Propulsión
Su propulsión está basada en 2 turbinas de vapor, a diferencia de las de gas usadas en la clase Udaloy cada una produce 50 000 caballos de fuerza juntos las cuales mueven 2 hélices de paso fijo. La velocidad máxima es de 33 nudos, cuando esta a velocidad de 18 nudos puede recorrer 6308 km. Su máxima permanencia en alta mar es de 30 días.

### Centro de Comando y Control
Posee un sistema de defensa y ataque que usa información obtenida por sensores pasivos y activos para los blancos, esta información puede ser obtenido de otros barcos, aviones o sistema de ataque rusos. El sistema es capaz de atacar varios blancos simultáneamente.

### Misiles
El buque está armado con 8 misiles Raduga Moskit (antibuque) posicionados al frente del barco en un Ángulo de 15°, la designación de la OTAN para éste armamento, es SS-N-22 Sunburn. El número de misiles es igual en toda la clase aunque varía el modelo. Los destructores desde el Sovremenny hasta el Gremyaschiy (14 buques) utilizan la versión P-100 "Moskit" (3M80), desde el Bespokoynyy hasta el Admiral Ushakov la versión P-105 "Moskit-M" (3M82). Las versiones chinas (Projekt 956E/956EM) utilizan las versiones "Moskit-E" y "Moskit-MVE" respectivamente. Este misil, en líneas generales, alcanza una velocidad de Mach 2.5 armado con una cabeza de 300 kg de alto explosivo y también es capaz de llevar una cabeza nuclear de 200 kt. Su alcance varia de 10 a 120 km, su peso de lanzamiento es de 4000 kg.
Cuenta con 2 lanzadores de 48 misiles superficie aire que varían de modelo según las variantes, la armada rusa emplea el sistema 3S90/M-22 "Uragan", código OTAN: SA-N-7 "Gadfly" y la armada china la versión de exportación del "Gadfly" denominado 3S90E "Shtil-1" que dispara misiles SA-N-12 "Grizly", además cañones AK-130-MR-184 de 130 mm y AK-630 de 30 mm.

### Armas
Posee cañones de 130 mm que son controlados por computadores y visión por televisión, puede ser operado en modo automático operado por el radar y el sistema de torreta Kondensor de visión óptica que puede operar manualmente. Fuente Rusas aseguran que puede disparar de 30 a 40 rondas por minuto por arma.
A su vez, posee 4 cañones de 6 tubos AK-630, con capacidad de efectuar 5000 disparos por minuto, con un alcance de 4000 m para destruir misiles antibuque en vuelo rasante y blancos ligeros a distancias de 5000 m, los últimos buques construidos fueron equipados con el sistema CADS-N-1 Kashtan.

### Sistema antisubmarino
El destructor cuenta con tubos lanzatorpedos dobles de 533 mm y 2 lanzadores de 6 tubos RBU-1000 para cohetes antisubmarino con 48 cohetes, cada uno con una cabeza de 55 kg. Además posee un helicóptero Kamov Ka-27 para destruir submarinos y con rango de operación de 200 km del barco.

### Contramedidas
Está equipado con sistema de contramedidas y posee 2 lanzadores de señuelos modelo PK-2

### Sensores
El barco está equipado un radar aéreo/superficie de 3D MR-710 Fregat/Top Plate y que han sido instalados en sus variantes más modernas a medida que se han ido construyendo los buques, desde la versión Fregat-M2 de las primeras unidades hasta la Fregat M2EM de las variantes chinas. con 3 radares de navegación, un radar para la adquisición de blancos aéreos, y otro radar como control de tiro de los cañones de 130 mm y 30 mm. El Sonar tiene capacidad activa y pasiva.

### Variantes Chinas
Para el Ejército Popular de Liberación de China se construyeron 2 Sovremenniy modificados los cuales fueron entregados en diciembre de 1999 y otro en noviembre de 2000, en 2002 China ordenó otros 2 buques mejorados, uno fue botado a finales de 2005 y el otro en 2006. La adquisición de estos buques causó temor entre sus vecinos en especial Taiwán que es considerada por Pekín como una provincia renegada.
China pago 600 millones de dólares por las 2 primeras unidades, y por las 2 últimas mejoradas 1.500 millones.

## Buques

### Armada Soviética/Rusa
Project 956
- Sovremennyy (1980),
dado de baja en 1998, desguazado en 2003.
- Otchayanny (1982),
dado de baja en 1998.
- Otlichnyy (1983),
dado de baja en 1998.
- Osmotritelnyy (1984),
dado de baja en 1998.
- Bezuprechnyy (1985),
dado de baja en 2001.
- Boevoy (1986),
dado de baja en 2010.
- Stoykiy (1986),
dado de baja en 1998.
- Okrylennyy (1987),
dado de baja en 1998, desguazado en 1999.

*Burnyy (1988),
en activo, Flota del Pacífico (778).
- Gremyaschiy (1988), (originalmente Veduschly),
dado de baja en 2006.

*Bystryy (30.9.1989),
en activo, Flota del Pacífico (715).
- Rastoropnyy (1989),
dado de baja en 2006.
- Bezboyaznennyy (1990), Flota del Pacífico (754).
dado de baja 2010
- Gremyaschiy (1991), (originalmente Bezuderzhnyy) Flota del Norte (406).< br />dado de baja 2010
- Bespokoynyy (28.12.1991), Flota del Báltico (620).
dado de baja 2018, como museo flotante Historia Naval Zhadanov

*Nastoychivyy (originalmente Moskovskiy Komsomolets) (30.12.1992),
en activo, Flota del Báltico (610).
*Admiral Ushakov (originalmente Besstrashnyy) (30.12.1993),
en activo, Flota del Norte (434).
- Bynyy, iniciado pero no finalizado, desguazado en 1995.
- Vechnyy, iniciado pero no finalizado, desguazado en 1995.
- ¿?, no iniciado, desguazado en 1995.
- Vnuhielnyy, iniciado pero no finalizado, desguazado en 1996.

- En negrita los buques  actualmente en servicio activo en la Armada Rusa 25-12-2019

### Armada China
Project 956E
- Vazhnyy (Hangzhou (136) - 杭州 - vendido a China antes de su finalización, en diciembre de 1999)
- Vdumchivyy (Fuzhou (137) - 福州 -  vendido a China antes de su finalización, en noviembre de 2000)

Project 956EM
- Vnushitelnyy Taizhou (138) - 泰州 - (2005)
- Vechnyy Ningbo (139)- 宁波 - (2006)